# 安西瑠菜
安西瑠菜（日語：あんざい るな，1987年6月18日—），日本的脫衣舞孃、AV女優。出身於日本東京都。

## 概要
- 2009年12月出道於AV界。
- 興趣：音樂鑑賞、排球

## 出演

### AV作品
- 美人女子社員 1（6月18日、サムシング）
- 極上風俗嬢 FILE.002（6月23日、サムシング）
- ぎゃるまんナンパ ハメMAX Vol.5（7月9日、GARCON）

### 無碼AV作品
- S Model 21 : 安西瑠菜（2010年9月3日、Super Model Media）

## 外部連結
- 安西瑠菜官方網誌
- ROCKZA.NET/安西瑠菜 （页面存档备份，存于）